# Panamerikanische Spiele 2011/Leichtathletik – Kugelstoßen der Frauen
Das Kugelstoßen der Frauen bei den Panamerikanischen Spielen 2011 fand am 27. Oktober im Telmex Athletics Stadium in Guadalajara statt.
Zehn Athletinnen aus acht Ländern nahmen an dem Wettbewerb teil. Die Goldmedaille gewann Misleydis González mit 18,57 m, Silber ging an Cleopatra Borel mit 18,46 min und die Bronzemedaille sicherte sich Michelle Carter mit 18,09 m.

## Rekorde
Vor dem Wettbewerb galten folgende Rekorde:
| Weltrekord        | Natalja Lissowskaja | 22,63 m | Moskau, Sowjetunion                           | 7. Juni 1987    |
| Rekord der Spiele | María Elena Sarría  | 19,34 m | Panamerikanische Spiele in Caracas, Venezuela | 28. August 1983 |

## Ergebnis
27. Oktober 2011, 15:50 Uhr
| Platz | Athletin           | Land                | 1. Versuch | 2. Versuch | 3. Versuch | 4. Versuch                                  | 5. Versuch                                  | 6. Versuch                                  | Weite (m) |
| ----- | ------------------ | ------------------- | ---------- | ---------- | ---------- | ------------------------------------------- | ------------------------------------------- | ------------------------------------------- | --------- |
|       | Misleydis González | Kuba                | 18,09      | 18,25      | 18,51      | 18,52                                       | 18,55                                       | 18,75                                       | 18,57     |
|       | Cleopatra Borel    | Trinidad und Tobago | 18,32      | 18,46      | 18,07      | 18,42                                       | 18,22                                       | x                                           | 18,46 PB  |
|       | Michelle Carter    | Vereinigte Staaten  | 17,22      | 18,09      | x          | 18,03                                       | 17,84                                       | 17,85                                       | 18,09     |
| 4     | Mailín Vargas      | Kuba                | 17,98      | x          | 17,82      | 17,78                                       | x                                           | x                                           | 17,98     |
| 5     | Natalia Duco       | Chile               | x          | 16,77      | 17,56      | x                                           | 17,51                                       | 17,17                                       | 17,56     |
| 6     | Zara Northover     | Jamaika             | 16,09      | 15,46      | 16,19      | 15,30                                       | 16,64                                       | 16,23                                       | 16,64 PB  |
| 7     | Alyssa Hasslen     | Vereinigte Staaten  | 16,50      | 16,32      | 16,52      | x                                           | 16,56                                       | x                                           | 16,56     |
| 8     | Ángela Rivas       | Kolumbien           | 15,77      | 16,18      | 16,00      | x                                           | x                                           | 16,43                                       | 16,43     |
| 9     | Vanessa Henry      | Dominica            | 14,04      | x          | 13,83      | nicht im Finale der besten acht Stoßerinnen | nicht im Finale der besten acht Stoßerinnen | nicht im Finale der besten acht Stoßerinnen | 14,04     |
|       | Keely Medeiros     | Brasilien           | x          | x          | x          | nicht im Finale der besten acht Stoßerinnen | nicht im Finale der besten acht Stoßerinnen | nicht im Finale der besten acht Stoßerinnen | NM        |

Zeichenerklärung:
– = Versuch ausgelassen, x = Fehlversuch